# Kazimierz Moskal
Kazimierz Moskal (Sułkowice, 9 gennaio 1967) è un allenatore di calcio ed ex calciatore polacco, di ruolo centrocampista.

## Palmarès

### Giocatore

#### Competizioni nazionali
- Campionato polacco: 4

Lech Poznań: 1991-1992, 1992-1993
Wisła Cracovia: 2000-2001, 2002-2003
- Supercoppa di Polonia: 1

Lech Poznań: 1992